# Сицилия (римска провинция)
 Тази статия е за римската провинция.  За италианския регион вижте Сицилия.  
Сицилия (на латински: Sicilia) е първата провинция, придобита от Римската република през 241 г. пр.н.е. след Първата пуническа война с Картаген. Включва Сицилия и Малта, управлявани от проконсул.
За следващите шест века Сицилия е провинция на Римската република и Римската империя и осигурява хранителни запаси на Рим. Империята не прави големи усилия, за да романизира региона, който остава гръцки.
- Битка при Зама
- Римска мозайка в Пиаца Армерина
- Света Агата, родена в Катания
- Света Луция, родена в Сиракуза

|  | Тази страница частично или изцяло представлява превод на страницата Sicilia (Roman province) в Уикипедия на английски. Оригиналният текст, както и този превод, са защитени от Лиценза „Криейтив Комънс – Признание – Споделяне на споделеното“, а за съдържание, създадено преди юни 2009 година – от Лиценза за свободна документация на ГНУ. Прегледайте историята на редакциите на оригиналната страница, както и на преводната страница, за да видите списъка на съавторите. ВАЖНО: Този шаблон се отнася единствено до авторските права върху съдържанието на статията. Добавянето му не отменя изискването да се посочват конкретни източници на твърденията, които да бъдат благонадеждни. |